# Consell Mundial de Boxa
El Consell Mundial de Boxa, en anglès World Boxing Council, més conegut pel seu acrònim WBC, és una organització mundial de boxa. És una de les quatre grans organitzacions reconegudes pel Saló Internacional de la Fama de la Boxa, que sanciona els campions mundials de Boxa, juntament amb la WBA, la IBF i la WBO.
El Consell Mundial de Boxa va ser inicialment creat per 11 països: Estats Units, Argentina, Anglaterra, França, Mèxic, Filipines, Panamà, Xile, Perú, Veneçuela, i Brasil, més Puerto Rico, que era representat a Ciutat de Mèxic el 14 de febrer de 1963, convidat pel llavors president de Mèxic, Adolfo López Mateos, per crear una organització que aconseguís unificar totes les comissions del món per a controlar l'expansió del Boxa.
Els grups que històricament reconeixien la majoria dels boxejadors en el seu moment eren: la New York State Athletic Commission, la National Boxing Association, la Unió Europea de Boxa i la British Boxing Board of Control. Però aquests grups, al contrari del que es creia, no podien abastar tot el territori "internacional".

## Campions actuals
| Pes           | Campió               |
| ------------- | -------------------- |
| Palla         | Panya Pradabsri      |
| Minimosca     | Kenshiro Teraji      |
| Mosca         | Julio César Martínez |
| Super Mosca   | Jesse Rodríguez      |
| Gall          | Nonito Donaire       |
| Super Gall    | Stephen Fulton       |
| Ploma         | Mark Magsayo         |
| Super ploma   | Óscar Valdez         |
| Lleuger       | Devin Haney          |
| Super lleuger | Josh Taylor          |
| Welter        | Errol Spence Jr.     |
| Super welter  | Jermell Charlo       |
| Mig           | Jermall Charlo       |
| Super mig     | Saúl Álvarez         |
| Semipesant    | Artur Beterbiev      |
| Creuer        | Ilunga Makabu        |
| Bridger       | Óscar Rivas          |
| Pesant        | Tyson Fury           |

(Actualitzat el 28 d'abril de 2022)